# Jim McNeely

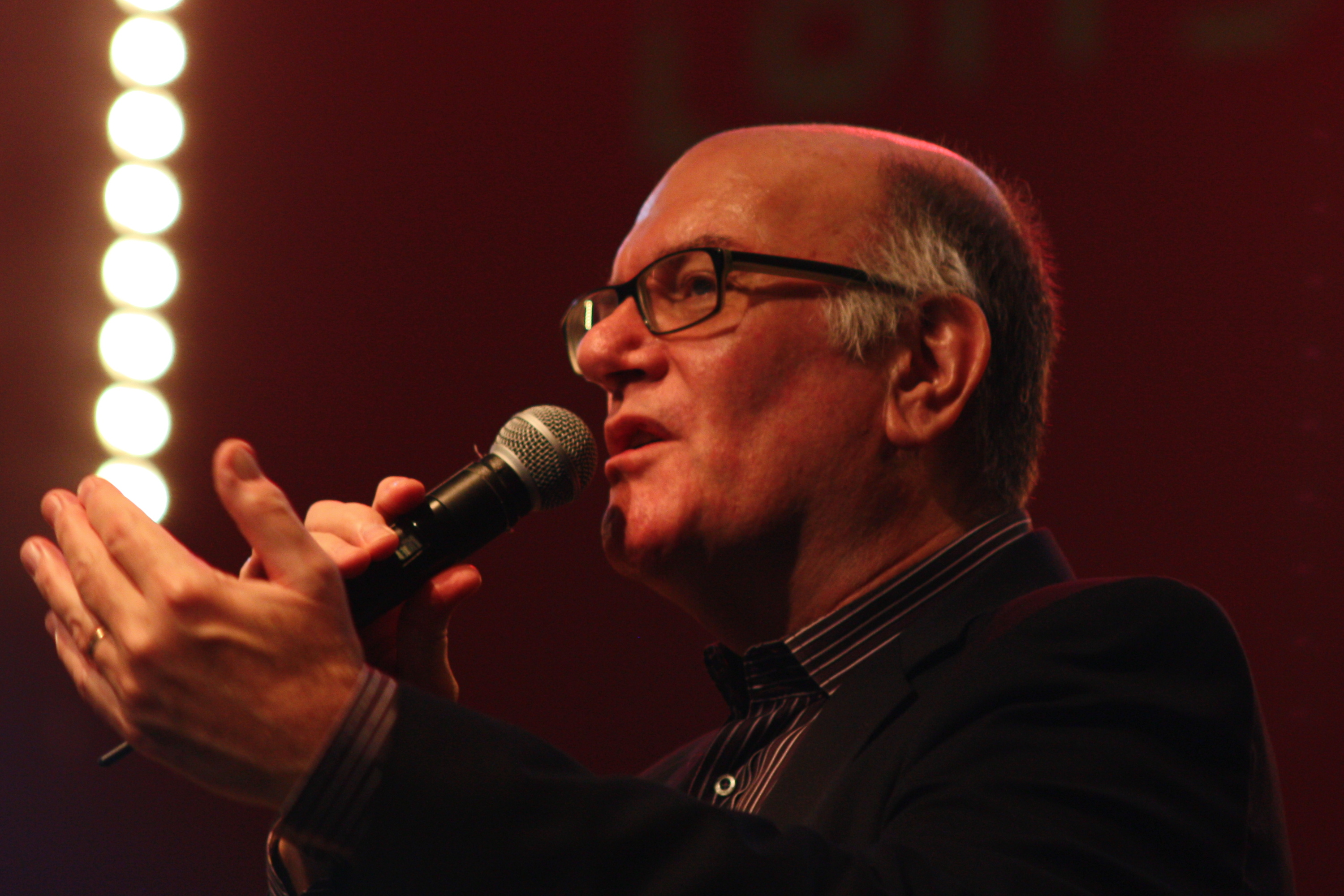
Jim McNeely (Deutsches Jazzfestival 2013)

Jim McNeely (* 18. Mai 1949 in Chicago, Illinois) ist ein US-amerikanischer Jazzmusiker (Piano, Arrangement, Komposition) und Orchesterleiter.

## Leben und Wirken
McNeely studierte an der University of Illinois und kam 1975 nach New York City. Dort trat er mit Ted Curson und Chet Baker auf, bevor er 1978 Mitglied des Thad Jones/Mel Lewis Orchestra (später Mel Lewis and the Jazz Orchestra) wurde, dem er bis 1984 angehörte.
Von 1981 bis 1985 arbeitete er als Komponist und Pianist im Quartett von Stan Getz, zu hören auf dem Concord-Album Pure Getz. Von 1990 bis 1995 war er Pianist des Quartetts von Phil Woods. Daneben arbeitete er als Komponist und Arrangeur u. a. für das Danish Radio Jazz Orchestra, die Carnegie Hall Jazz Band, das Metropole Orkest, die WDR Big Band Köln und das Stockholm Jazz Orchestra, wobei er zwei Grammy-Nominierungen erhielt.
1996 kehrte er in Mel Lewis' Vanguard Jazz Orchestra als Komponist und Pianist zurück. Von 1998 bis 2003 war er Chefdirigent des Danish Radio Jazz Orchestra. Daneben leitete er auch verschiedene eigene Formationen und veröffentlichte eine Reihe eigener Alben.
Als Sideman arbeitete McNeely u. a. mit Bob Brookmeyer, David Liebman, Art Farmer, Louis Smith und Bobby Watson. Seit 1981 unterrichtet er an der Jazz-Fakultät der New York University und seit 1991 ist er Co-Direktor des B.M.I. Jazz Composer's Workshop. Außerdem gab er Sommerkurse u. a. beim Stanford Jazz Workshop und den Jamey Aebersold's Summer Jazz Clinics.
Seit Herbst 2011 wirkt McNeely als Chefdirigent der hr-Bigband des Hessischen Rundfunks in Frankfurt am Main, zuvor war er bei dieser Formation drei Jahre lang Artist-in-Residence.

## Diskographie (Auszug)
- Rain's Dance mit Sam Jacobs, Mike Richmond, Larry Schneider, 1976, SteepleChase Records
- The Plot Thickens mit Jon Burr, Billy Hart, Mike Richmond, John Scofield, 1979
- From the Heart mit Marc Johnson, Adam Nussbaum, 1984
- Winds of Change mit Mike Richmond, Kenny Washington, 1989, Steeplechase
- East Coast Blow Out mit der WDR Big Band (Rüdiger Baldauf, Henning Berg, Rainer Brüninghaus, Rob Bruynen, Roy Deuvall, Andy Haderer, Dave Horler, Marc Johnson, Rick Kiefer, Bernt Laukamp, Adam Nussbaum, Klaus Osterloh, Olivier Peters, Paul Peucker, Rolf Römer, Harold Rosenstein, John Scofield, Paul Shigihara, Heiner Wiberny), 1989, Lipstick
- Sound Bites mit Jan Adefelt, Peter Asplund, Gustavo Bergalli, Héctor Bingert, Dave Castle, Johan Hörlén, Fredrik Noren, Dick Oatts, Bertil Strandberg, Jukkis Uotila, Anders Wiborg, 1997
- Group Therapy mit Cameron Brown, Billy Drewes, Greg Gisbert, John Hollenbeck, Tony Kadleck, Ed Neumeister, Dick Oatts, Scott Robinson, Tom Varner, Scott Wendholt, 2001, OmniTone
- The Power and the Glory: A Salute to Louis Armstrong mit Nikolaj Bentzon, Tomas Franck, Søren Frost, Thomas Fryland, Anders Gustafsson, Steen Hansen, Michael Hove, Leroy Jones, Thomas Kjærgaard, Flemming Madsen, Uffe Markussen, Vincent Nilsson, Thomas Ovesen, Henrik Bolberg Pedersen, Benny Rosenfeld, Nicolai Schultz, Ethan Weisgard, Axel Windfel, 2001
- In This Moment mit Lennart Ginman, Adam Nussbaum, 2003
- Frankfurt Radio Big Band/Jim McNeely: Barefoot Dances and Other Visions. Planet Arts, 2018
- Wind / McNeely / Neumeister: Counterpoint. Laika, 2023[1]